# Ferdinand Laban
Ferdinand Laban (* 1. Februar 1856 in Pressburg, Königreich Ungarn (heute Bratislava); † 29. Dezember 1910 in Berlin) war ein deutscher Schriftsteller, Kunsthistoriker und Bibliothekar.

## Leben
Ferdinand Laban entstammte dem städtischen Bürgertum. Der studierte Kunsthistoriker und Philosoph lebte nach dem Studium in Wien, Klausenburg, Straßburg und Berlin, wo er als Bibliothekar und Museumsarchivar tätig war. In Berlin war er ab 1894 Herausgeber des Jahrbuchs der Königlich-Preußischen Kunstsammlungen. Er galt als Freund von Friedrich Nietzsche und Richard Wagner und verfasste 1885 seine Memoiren unter dem Titel Eine Kindheitsidylle.

## Werke
- Die Schopenhauer-Literatur. Versuch einer chronologischen Uebersicht derselben. F. A. Brockhaus, Leipzig 1880, DNB 998379794; Reprint: Franklin, New York, NY 1970, OCLC 1862983.
- Auf der Haimburg. 1881.
- A prosopopoeia lenaunál és befolyása Petőfire: tudori értekezés, [Klausenburg] 1882, OCLC 699658387 (Dissertation Universität Klausenburg 1982, 31 Seiten).
- Eine Kindheitsidylle. 1885.
- Dialogische Belustigungen. Stampfel, Preßburg / Leipzig 1883, DNB 361508263.